# Pardosa silvarum
Pardosa silvarum är en spindelart som beskrevs av Hu 200. Pardosa silvarum ingår i släktet Pardosa och familjen vargspindlar. Inga underarter finns listade i Catalogue of Life.